# Alto dos Coqueiros
Alto dos Coqueiros é um bairro localizado no município baiano de Ilhéus.